# Гонсалес-Катан
Гонса́лес-Ката́н (исп. González Catán) — город, расположенный в муниципалитете Ла-Матанса, в провинции Буэнос-Айрес (Аргентина). Гонсалес-Катан формирует часть агломерации Большой Буэнос-Айрес.
Город является вторым по площади (52 км²) и населению в округе Ла-Матанса. Гонсалес-Катан находится на юго-западной оконечности территории Большого Буэнос-Айреса, в 20 км от центра столицы. С Буэнос-Айресом город связывает Национальная дорога 3.
Первое поселение на месте нынешнего Гонсалес-Катана, также и старейшее на территории муниципалитета Ла-Матанса, было основано в 1570 году в качестве гарнизона конкистадором, капитаном Хуаном де Гараем. Современный же город Госалес-Катан берёт своё начало с 1869 года, с продажи земли Херманом Каррисо доктору Маурисио Гонсалесу Катану, видному хирургу и провинциальному депутату. Гонсалес Катан использовал эти земли для отдыха, окрестив их усадьбой Сан-Маурисио (исп. Finca San Mauricio), в честь своего святого покровителя. Также он выделил землю для строительства здесь Коллегии Сан-Маурисио в 1879 году. Гонсалес Катан скончался в 1895 году.
Город был официально основан 3 апреля 1910 года доктором Энрике Симоном Пересом, дантистом и зятем Гонсалеса Катана. Открытие здесь железнодорожной станции дало толчок к началу роста города. Стремительный рост количества промышленных производств с 1935 по 1954 год способствовал притоку мигрантов из внутренних районов страны. С ростом города обострялись и социальных проблемы. С конца 1950-х годов здесь поселился священник Марио Панталео, основавший здесь часовню и благотворительный центр в 1970-е годы. 19 сентября 1974 года Гонсалес-Катален получил статус города. Социально-экономические проблемы города были обыграны в комедии 2004 года Buena Vida Delivery.
В 1977 году в окрестностях Гонсалес-Катана была организована одна из крупнейших свалок во всей Аргентине, сюда свозились отходы из Буэнос-Айреса и ещё 14 муниципалитетов агломерации. Возникли всяческие проблемы со здоровьем у местных жителей, В 2010 году был утверждён проект по строительству объектов по переработке отходов.
Гонсалес-Катан также известен своим тематическим парком Кампонополис, основанным местным бизнесменом Антонио Кампаной в 1976 году и построенный на месте бывшей свалки в стиле готики, он занимает территорию в 200 га к востоку от Национальной дороги 3.